# Meghna Naidu
Meghna Naidu (ur. 19 września 1980 roku w Vijayawada, Andhra Pradesh (stan w południowo-wschodnich Indiach)) – indyjska aktorka.
Naidu została odkryta po sukcesie wideoklipu "Kaliyon Ka Chaman", w którym występowała jako tancerka.